# آمار قانونی
آمار قانونی (انگلیسی: Forensic statistics) یا آمار در علوم قانونی استفاده از مدل‌های آماری و تکنیک‌های آماری برای بررسی شواهد علمی مانند انگشت‌نگاری دی‌ان‌ای و قانون است. برخلاف آمارهای روزمره، برای این‌که سوگیری ایجاد نشود یا نتیجه‌گیری ناروا انجام نشود، آماردان‌های قانونی احتمالات را به‌عنوان تابع درست‌نمایی گزارش می‌کنند. سپس این درست‌نمایی توسط هیئت منصفه یا قضات برای استنتاج یا نتیجه‌گیری و تصمیم‌گیری در مورد مسائل حقوقی استفاده می‌شود. هیئت منصفه و قضات برای نتیجه‌گیری و تعیین گناه یا بی‌گناهی در مسائل حقوقی به تطابق دی‌ان‌ای که توسط آمار ارائه می‌شود، تکیه می‌کنند.
در علوم قانونی، شواهد دی‌ان‌ای دریافت‌شده برای انگشت‌نگاری دی‌ان‌ای اغلب حاوی ترکیبی از دی‌ان‌ای بیش از یک فرد است. پروفایل‌های دی‌ان‌ای با استفاده از یک روش تنظیمی تولید می‌شوند، با این حال، تفسیر انگشت‌نگاری دی‌ان‌ای زمانی پیچیده‌تر می‌شود که نمونه حاوی مخلوطی از دی‌ان‌ای باشد. صرف نظر از تعداد مشارکت‌کنندگان در نمونه پزشکی قانونی، آمار و احتمالات باید برای وزن دادن به شواهد و توصیف معنای نتایج شواهد دی‌ان‌ای استفاده شود. در انگشت‌نگاری دی‌ان‌ای تک‌منبعی، آماری که استفاده می‌شود، احتمال تطابق تصادفی (RMP) نامیده می‌شود. RMPها همچنین می‌توانند در شرایط خاصی برای توصیف نتایج تفسیر یک انگشت‌نگاری دی‌ان‌ای استفاده شوند. سایر ابزارهای آماری برای توصیف پروفایل‌های مخلوط دی‌ان‌ای شامل نسبت‌های احتمال (LR) و احتمال ترکیبی گنجاندن (CPI) است که به‌عنوان مرد تصادفی بدون استثنا (RMNE) نیز شناخته می‌شود.
برنامه‌های کامپیوتری با آمار دی‌ان‌ای پزشکی قانونی برای ارزیابی روابط بیولوژیکی بین دو یا چند نفر اجرا شده است. علم پزشکی قانونی از چندین رویکرد برای آمار دی‌ان‌ای با برنامه‌های کامپیوتری استفاده می‌کند. احتمال تطابق، احتمال طرد، نسبت احتمال، رویکردهای بیزی، و آزمایش پدری و خویشاوندی.
اگرچه منشأ دقیق آمار در علوم قانونی نامشخص است، اما آشکار است که این اصطلاح در دهه‌های ۱۹۸۰ و ۱۹۹۰ استفاده می‌شد. از جمله اولین کنفرانس‌های آمار قانونی، دو کنفرانس در سال‌های ۱۹۹۱ و ۱۹۹۳ بوده است.